# Gentiana ulmeri
Gentiana ulmeri là một loài thực vật có hoa trong họ Long đởm. Loài này được Merr. mô tả khoa học đầu tiên năm 1940.